# 阿列克谢·恰雷
阿列克谢·米哈伊洛维奇·恰雷（羅馬化：Aleksey Mikhaylovich Chalyy；1961年6月13日—），俄羅斯政治家。
出生於莫斯科，是蘇聯海軍中將瓦西里·恰雷的孫子。一歲時，他全家搬到了塞瓦斯托波爾居住。畢業於塞瓦斯托波爾國立技術大學。
2014年烏克蘭革命時，塞瓦斯托波爾市長弗拉基米尔·亚楚巴於2月24日宣佈辭職，並於3月7日得到烏克蘭代總統亞歷山大·圖奇諾夫的批准。恰雷被塞瓦斯托波爾市議會任命為塞瓦斯托波爾市政府確保城市生活組織協調委員會主席，代行市長職權。他宣佈拒絕服從內務部長阿爾森·阿瓦科夫的命令，同時積極主張將克里米亞併入俄羅斯。3月18日，他與克里米亞總理謝爾蓋·阿克肖諾夫一起訪問了俄羅斯，在克里姆林宮會見俄羅斯總統弗拉基米尔·普京，三人一同簽署了《克里米亞共和國加入俄羅斯聯邦條約》，俄羅斯正式吞併克里米亞地區。
恰雷於2014年4月1日起擔任塞瓦斯托波爾代理市長。4月14日辭職，由谢尔盖·梅尼亚伊洛接任。9月22日當選塞瓦斯托波爾市立法議會主席，2016年3月22日辭職。